# Кианни, София
София Кианни (англ. Sophia Kianni; род 13 декабря 2001 года) — американская климатическая активистка. Является учредительницей и директором Climate Cardinals (Климатические кардиналы) — международной молодёжной некоммерческой организации, которая переводит информацию об изменении климата на более чем 100 языков мира. Она представляет Соединенные Штаты как самый молодой член Молодёжной консультативной группы Генерального секретаря Организации Объединённых Наций по изменению климата. Кианни также работает национальным стратегом в «Friday for Future», международной представительницей Extinction Rebellion и координатором национального партнерства в This is Zero Hour.

## Биография
София живёт со своей матерью, отцом и младшей сестрой в Мак-Лейне, штат Вирджиния. В качестве питомцев у них есть два попугая неразлучника. Кианни обучалась в средней школе Генри Уодсворта Лонгфелло, где её команда выиграла общегосударственную научную олимпиаду, и в Старшей школе науки и технологий Томаса Джефферсона; была полуфиналистом Национальной стипендиальной программы.
Кианни получила широкое внимание СМИ в качестве подростка, отреагировавшего на меры социальной дистанции, связанные с пандемией COVID-19. CNN, Time и Washington Post писали о том, как она и её друзья продвигали личное общение, и о физической отмене их выпускного.

## Активистская деятельность
София заинтересовалась климатическим активизмом, во время учёбы в средней школе в Тегеране, когда однажды ночью звезды были скрыты смогом, и это «стало сигналом того, что наш мир нагревается ужасающими темпами». Позже она присоединилась к группе Греты Тунберг «Пятницы ради будущего» и брала перерыв в занятиях, чтобы поддержать действия по борьбе с изменением климата. Она помогла организовать климатическую забастовку в Чёрную пятницу в 2019 году. К 2019 году она была национальным стратегом для «Пятницы ради будущего» и координатором национального партнерства в Zero Hour, ещё одной группе по защите окружающей среды.

### Extinction Rebellion
В ноябре 2019 года Кианни пропустила школу, чтобы присоединиться к группе протестующих, организованной Extinction Rebellion, которые намеревались устроить недельную голодовку и сидячую забастовку в офисе спикера Палаты представителей Нэнси Пелоси в Вашингтоне (округ Колумбия), с требованием, чтобы она выступила вместе с ними в течение часа перед камерой об изменении климата. Тогда там находилось около дюжины участников; 17 летняя София Кианни была самой молодой и одной из двух женщин, прибывавших там. Кианни не была членом XR и участвовала только в первый день сидячей забастовки, но поздже рассказала прессе, что якобы продолжила голодовку удаленно. Кианни написала о своем участии в акции протеста для Teen Vogue. В феврале 2020 года Кианни была назначена представителем Extinction Rebellion.

### Коронавирусные ограничения, ООН и признание
Весной 2020 года физическая активность Кианни была ограничена из-за требований к закрытию школ и социальному дистанцированию в связи с пандемией COVID-19, а её запланированные оплачиваемые выступления в колледжах, включая Стэнфордский университет, Принстонский университет и Университет Дьюка, были отложены. Кианни смогла продолжить свою деятельность дистанционно, выступив с докладом в Мичиганском технологическом университете. Кроме того, София решила ускорить разработку запланированного веб-сайта Climate Cardinals, который будет переводить информацию об изменении климата на разные языки.
В июле 2020 Генеральный секретарь ООН Антониу Гутерриш назначил Кианни членом своей новой Молодёжной консультативной группы по изменению климата, состоящей из семи молодых климатических лидеров, которые консультировали его по действиям в связи с климатическим кризисом. София была самой молодой в группе, возрастное ограничение которой было от 18 до 28 лет. Она была единственной представительницей Соединенных Штатов, а также единственной представительницей Ближнего Востока и Ирана.
В декабре 2020 года журнал Vice включил Софию в список 20 людей 2020 года за то, что она является представителем США в Молодёжной консультативной группе Организации Объединённых Наций по изменению климата и за основание Climate Cardinals.

### Climate Cardinals
Климатические кардиналы — это международная молодёжная некоммерческая организация, основанная Софией Кианни в 2020 году для предоставления информации об изменении климата на всех языках. Проект был назван в честь северного кардинала, птицы штата Вирджиния, являющейся метафорой информации, летающей по всему миру. Кианни была вдохновлена годами, которые она потратила на перевод англоязычных статей об изменении климата на персидский для своих иранских родственников, поскольку иранские СМИ почти не освещали эту тему. По её словам, она заметила, что информационный контент об изменении климата доступен либо только на английском, либо в лучшем случае на китайском и испанском языках, что сделало его недоступным для носителей других языков.
Программа Климатические кардиналы была запущена в мае 2020 года, и в первый же день её работы было зарегистрировано 1100 добровольцев, которые стали переводчиками. Они также установили партнерские отношения с Radio Javan, радио на иранском языке с более чем 10 миллионами подписчиков, чтобы делиться графикой и переводами с иранцами. Климатические кардиналы спонсируется Международной студенческой экологической коалицией как некоммерческая организация, которая позволяет учащимся, участвующим в её переводах, зарабатывать часы общественных работ за свою работу, выполняя школьные требования или улучшая поступление в колледж. К августу 2020 года в группе было более 5000 добровольцев, средний возраст — 16 лет. К декабрю 2020 года у него было 8000 волонтеров и партнерские отношения с ЮНИСЕФ и «Переводчики без границ».

## Журналистская деятельность
В 2019 году Кианни написала статью для Teen Vogue о голодовке в офисе Пелоси. В 2020 году она написала две статьи о последствиях коронавируса: для ближневосточного издания журнала Cosmopolitan о влиянии на празднование Новруза в её расширенной семье и ещё одну для Refinery29 о влиянии на её распорядок дня как активиста. Кианни также написала статью для MTV News к 50-летию Дня Земли, в проведении которого принимала участие.